# 圣吕皮桑
圣吕皮桑（法語：Saint-Lupicin，法語發音：[sɛ̃ lypisɛ̃]）是法国汝拉省的一个旧市镇，位于该省东南部，属于圣克洛德区。2017年1月1日，圣吕皮桑和相邻的屈蒂拉合并为新市镇科托迪利宗（Coteaux du Lizon），并成为政府驻地。

## 地理
圣吕皮桑（46°23'58"N, 5°47'31"E）面积9.54 平方千米，位于法国勃艮第-弗朗什-孔泰大區汝拉省，该省份为法国东部内陆省份，北起上索恩省，西北接科多尔省，西临索恩-卢瓦尔省，南至安省，东与杜省和瑞士接壤。
与圣吕皮桑接壤的市镇（或旧市镇、城区）包括：穆瓦朗昂蒙塔涅、屈蒂拉、拉旺莱圣克洛德、蓬图、拉维约勒、维拉尔代里亚。

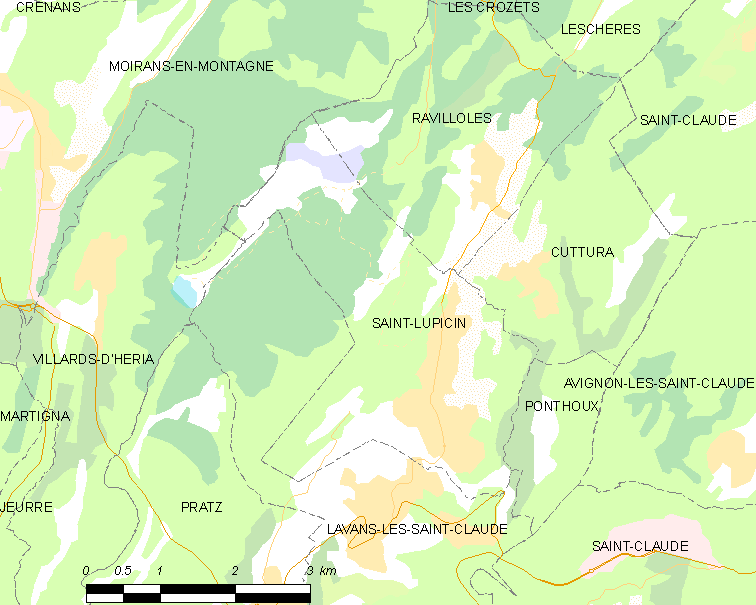
圣吕皮桑的OSM定位图

圣吕皮桑的时区为UTC+01:00、UTC+02:00（夏令时）。

## 行政
圣吕皮桑的邮政编码为39170，INSEE市镇编码为39491。

## 政治
圣吕皮桑所属的省级选区为科托迪利宗县。

## 人口

1962-2008年间圣吕皮桑人口变化图示

圣吕皮桑于2018年1月1日时的人口数量为2001人。